# المنتخب الوطني الجزائري للملاكمة
يمثل المنتخب الوطني الجزائري للملاكمة الجزائر في الاتحاد الدولي للملاكمة مثل الألعاب الأولمبية أو بطولة العالم للملاكمة.

## عدد الميداليات
شاركت الجزائر 12 مرة في الألعاب الأولمبية الصيفية من أصل 27 نسخة أقيمت من عام 1896 إلى عام 2016.
| المنافسة                                | جدول الميداليات | جدول الميداليات | جدول الميداليات | جدول الميداليات | جدول الميداليات | جدول الميداليات   |
| المنافسة                                | الأول           | الثاني          | الثالث          | المجموع         | الرتبة          | آخر منافسة        |
| --------------------------------------- | --------------- | --------------- | --------------- | --------------- | --------------- | ----------------- |
| الألعاب الأولمبية الصيفية               | 2               | 0               | 5               | 7               | 30              | 2024              |
| بطولات العالم                           | 0               | 2               | 2               | 4               | 40              | 2023 [الإنجليزية] |
| ألعاب القتال العالمية [الإنجليزية]      | 0               | 1               | 4               | 5               | 0               | 2023 [الإنجليزية] |
| ألعاب البحر الأبيض المتوسط [الإنجليزية] | 22              | 19              | 26              | 67              | 4               | 2022              |
| الألعاب الإفريقية [الإنجليزية]          | 27              | 20              | 21              | 68              | 1               | 2023              |
| البطولات الإفريقية                      | 37              | 23              | 22              | 82              | 1               | 2023              |
| المجموع                                 | 73              | 54              | 56              | 183             |                 |                   |

## قائمة الحاصلين على الميداليات في الألعاب الأولمبية
| ميدالية | الاسم       | الألعاب         | المنافسة                           | التاريخ        |
| ------- | ----------- | --------------- | ---------------------------------- | -------------- |
| برونزية | مصطفى موسى  | 1984 لوس أنجلوس | رجال – وزن الخفيف الثقيل           | 9 أغسطس 1984   |
| برونزية | محمد زاوي   | 1984 لوس أنجلوس | رجال – الوزن المتوسط               | 9 أغسطس 1984   |
| برونزية | حسين سلطاني | 1992 برشلونة    | رجال – وزن الريشة                  | 7 أغسطس 1992   |
| برونزية | محمد بحاري  | 1996 اتلانتا    | رجال – الوزن المتوسط [الإنجليزية]  | 1 أغسطس 1996   |
| ذهبية   | حسين سلطاني | 1996 اتلانتا    | رجال – الوزن الخفيف [الإنجليزية]   | 4 أغسطس 1996   |
| برونزية | محمد علالو  | 2000 سيدني      | رجال – وزن خفيف الوسط [الإنجليزية] | 29 سبتمبر 2000 |

## قائمة الحاصلين على الميداليات في بطولة العالم
| ميدالية | الاسم           | الألعاب                  | المنافسة              | التاريخ        |
| ------- | --------------- | ------------------------ | --------------------- | -------------- |
| برونزية | حسين سلطاني     | 1991 [الإنجليزية] سيدني  | رجال – وزن الريشة     | 21 نوفمبر 1991 |
| فضية    | نور الدين مجهود | 1995 [الإنجليزية] برلين  | رجال – وزن الريشة     | 15 مايو 1995   |
| فضية    | محمد فليسي      | 2013 [الإنجليزية] ألماتي | رجال – الذبابة الخفيف | 26 أكتوبر 2013 |
| برونزية | محمد فليسي      | 2015 الدوحة              | رجال – وزن الذبابة    | 13 أكتوبر 2015 |

## قائمة الحاصلين على الميداليات في ألعاب القتال العالمية
| ميدالية | الاسم          | الألعاب                | المنافسة                       |
| ------- | -------------- | ---------------------- | ------------------------------ |
| برونزية | محمد فليسي     | 2010 [الإنجليزية] بكين | رجال – الذبابة الخفيف (-49 كغ) |
| برونزية | عبد المالك رحو | 2010 [الإنجليزية] بكين | رجال – وزن متوسط (-75 كغ)      |
| برونزية | شعيب بولودينات | 2010 [الإنجليزية] بكين | رجال – الوزن الثقيل (+91 كغ)   |

## قائمة الحاصلين على الميداليات في دورة الألعاب المتوسطية
| ميدالية | الاسم                           | الألعاب                         | المنافسة                              |
| ------- | ------------------------------- | ------------------------------- | ------------------------------------- |
| ذهبية   | إبراهيم الإبراهيمي [الإنجليزية] | 1983 [الإنجليزية] الدار البيضاء | رجال – الذبابة الخفيف (-48 كلغ)       |
| ذهبية   | مصطفى موسى                      | 1983 [الإنجليزية] الدار البيضاء | رجال – الوزن الثقيل الخفيف (-81 كلغ)  |
| ذهبية   | محمد بوشيش                      | 1983 [الإنجليزية] الدار البيضاء | رجال – الوزن الثقيل (-91 كلغ)         |
| ذهبية   | حسين نيني [الإنجليزية]          | 1975 [الإنجليزية] الجزائر       | رجال – وزن الريشة (-57 كلغ)           |
| ذهبية   | محمد ميسوري                     | 1975 [الإنجليزية] الجزائر       | رجال – الوزن المتوسط (-75 كلغ)        |
| ذهبية   | نور الدين مزيان [الإنجليزية]    | 1987 [الإنجليزية] اللاذقية      | رجال – الوزن المتوسط الخفيف (-71 كلغ) |
| ذهبية   | محمد بوشيش                      | 1987 [الإنجليزية] اللاذقية      | رجال – الوزن الثقيل (-91 كلغ)         |
| ذهبية   | محمد هيون [الإنجليزية]          | 1991 [الإنجليزية] أثينا         | رجال – الذبابة الخفيف (-48 كلغ)       |
| ذهبية   | أحمد الدين [الإنجليزية]         | 1991 [الإنجليزية] أثينا         | رجال – الوزن المتوسط (-75 كلغ)        |
| ذهبية   | محمد علالو                      | 1997 [الإنجليزية] باري          | رجال – وزن الريشة (–60 كلغ)           |
| ذهبية   | مبارك سلطاني                    | 2001 [الإنجليزية] تونس          | رجال – وزن الذبابة (-51 كلغ)          |
| ذهبية   | رشيد حماني [الإنجليزية]         | 2009 [الإنجليزية] بسكارا        | رجال – الوزن المتوسط (-75 كلغ)        |
| ذهبية   | محمد فليسي                      | 2013 [الإنجليزية] مرسين         | رجال – الذبابة الخفيف (-49 كلغ)       |
| ذهبية   | رضا بن بعزيز                    | 2013 [الإنجليزية] مرسين         | رجال – وزن الديك (-56 كلغ)            |
| ذهبية   | عبد القادر شادي                 | 2013 [الإنجليزية] مرسين         | رجال – وزن الوسط الخفيف (-64 كلغ)     |
| ذهبية   | إلياس عبادي                     | 2013 [الإنجليزية] مرسين         | رجال – وزن الوسط (-69 كلغ)            |
| ذهبية   | عبد الحفيظ بن شبلة              | 2013 [الإنجليزية] مرسين         | رجال – الوزن الثقيل الخفيف (-81 كلغ)  |

## قائمة الحاصلين على الميداليات في الألعاب الأفريقية
|}

### الألعاب الإفريقية 1973
| ميدالية | الاسم       | الألعاب    | الحدث                                 |
| ------- | ----------- | ---------- | ------------------------------------- |
| ذهبية   | لوصيف حماني | 1973 لاغوس | رجال – الوزن المتوسط الخفيف (-71 كلغ) |
| برونزية | محمد ميسوري | 1973 لاغوس | رجال – الوزن المتوسط (-75 كلغ)        |

### الألعاب الإفريقية 1978
| ميدالية | الاسم                    | الألعاب      | الحدث                                 |
| ------- | ------------------------ | ------------ | ------------------------------------- |
| ذهبية   | موراد فرقان [الإنجليزية] | 1978 الجزائر | رجال – الوزن المتوسط الخفيف (-71 كلغ) |

### الألعاب الإفريقية 1991
| السنة           | المدينة | البلد | ذهبية | فضية | برونزية | المجموع | الترتيب | مراجع |
| --------------- | ------- | ----- | ----- | ---- | ------- | ------- | ------- | ----- |
| 1991 [الفرنسية] | القاهرة | مصر   | 1     | 2    | 3       | 6       | 4       |       |

| الميدالية | الاسم        | المنافسة | الوزن                |
| --------- | ------------ | -------- | -------------------- |
| ذهبية     | حسين سلطاني  | رجال     | وزن الريشة (-57 كلغ) |
| فضية      | سليمان زنقلي | -54 كلغ  |                      |
| فضية      | أحمد دين ‏    | -75 كلغ  |                      |
| برونزية   | محمد حيون ‏   | -48 كلغ  |                      |
| برونزية   | ياسين شيخ    | -51 كلغ  |                      |
| برونزية   | حكيم قلي ‏    | -67 كلغ  |                      |

### الألعاب الإفريقية 1995
| السنة           | المدينة | البلد   | ذهبية | فضية | برونزية | المجموع | الترتيب | مراجع |
| --------------- | ------- | ------- | ----- | ---- | ------- | ------- | ------- | ----- |
| 1995 [الفرنسية] | هراري   | موزمبيق | 1     | 1    | 0       | 2       | 6       |       |

| الميدالية | الاسم        | المنافسة | الوزن                   |
| --------- | ------------ | -------- | ----------------------- |
| ذهبية     | محمد بحاري   | رجال     | الوزن المتوسط (-75 كلغ) |
| فضية      | نجادي بلحول ‏ | رجال     | (-75 كلغ)               |

### الألعاب الإفريقية 1999
| الميدالية         | المدينة   | البلد        | ذهبية | فضية | برونزية | المجموع | الترتيب | مراجع |
| ----------------- | --------- | ------------ | ----- | ---- | ------- | ------- | ------- | ----- |
| 1999 [الإنجليزية] | جوهانسبرغ | جنوب إفريقيا | 3     | 2    | 1       | 6       | 1       |       |

| الميدالية | الاسم                  | المنافسة | الوزن                         |
| --------- | ---------------------- | -------- | ----------------------------- |
| ذهبية     | نور الدين مجهود        | رجال     | وزن الريشة (-57 كلغ)          |
| ذهبية     | محمد بحاري             | رجال     | الوزن الثقيل الخفيف (-81 كلغ) |
| ذهبية     | محمد عزاوي             | رجال     | الوزن الثقيل (-91 كلغ)        |
| فضية      | ناصر قدام [الإنجليزية] | رجال     | وزن الذبابة (-51 كلغ)         |
| فضية      | محمد علالو             | رجال     | -63.5 كلغ                     |
| برونزية   | عبد الهاني كنزي        | رجال     | -75 كلغ                       |

### الألعاب الإفريقية 2003
| الميدالية         | المدينة | البلد   | ذهبية | فضية | برونزية | المجموع | الترتيب | مراجع |
| ----------------- | ------- | ------- | ----- | ---- | ------- | ------- | ------- | ----- |
| 2003 [الإنجليزية] | أبوجا   | نيجيريا | 2     | 1    | 4       | 7       | 3       |       |

| الميدالية | الاسم            | المنافسة | الوزن                |
| --------- | ---------------- | -------- | -------------------- |
| ذهبية     | مالك بوزيان      | رجال     | وزن الديك (-54 كلغ)  |
| ذهبية     | الحاج بلخير      | رجال     | وزن الريشة (-57 كلغ) |
| فضية      | نصر الدين فيلالي | رجال     | (-64 كلغ)            |
| برونزية   | مبارك سلطاني     | رجال     | (51 كلغ)             |
| برونزية   | بن عمار مسكين    | رجال     | (69 كلغ)             |
| برونزية   | نبيل كاسل        | رجال     | (75 كلغ)             |
| برونزية   | عبد الهاني كنزي  | رجال     | (81 كلغ)             |

### الألعاب الإفريقية 2007
| الميدالية         | المدينة | البلد   | ذهبية | فضية | برونزية | المجموع | الترتيب | مراجع |
| ----------------- | ------- | ------- | ----- | ---- | ------- | ------- | ------- | ----- |
| 2011 [الإنجليزية] | الجزائر | الجزائر | 4     | 2    | 2       | 8       | 1       |       |

| الميدالية | الاسم                          | المنافسة | الوزن                   |
| --------- | ------------------------------ | -------- | ----------------------- |
| ذهبية     | عبد الرحيم مشناوي [الإنجليزية] | رجال     | وزن الذبابة (بـ 51 كلغ) |
| ذهبية     | عبد الحليم وردي                | رجال     | وزن الديك (-54 كلغ)     |
| ذهبية     | عبد القادر شادي                | رجال     | وزن الريشة (-57 كلغ)    |
| ذهبية     | نبيل كاسل                      | رجال     | الوزن المتوسط (-75 كلغ) |
| فضية      | عبد الحفيظ بن شبلة             | رجال     | -81 كلغ                 |
| فضية      | نوفل وطاح                      | رجال     | +91 كلغ                 |
| برونزية   | رشيد تريكات ‏                   | رجال     | -64 كلغ                 |
| برونزية   | عبد العزيز طويلبيني            | رجال     | -91 كلغ                 |

### الألعاب الإفريقية 2011
| الميدالية         | المدينة | البلد   | ذهبية | فضية | برونزية | المجموع | الترتيب | مراجع |
| ----------------- | ------- | ------- | ----- | ---- | ------- | ------- | ------- | ----- |
| 2011 [الإنجليزية] | مابوتو  | موزمبيق | 3     | 4    | 0       | 7       | 1       |       |

| الميدالية | الاسم                       | المنافسة | الوزن                         |
| --------- | --------------------------- | -------- | ----------------------------- |
| ذهبية     | عبد الحفيظ بن شبلة          | رجال     | الوزن الثقيل الخفيف (-81 كلغ) |
| ذهبية     | شعيب بولوذينات [الإنجليزية] | رجال     | الوزن الثقيل (-91 كلغ)        |
| ذهبية     | كمال رحماني                 | رجال     | الوزن فوق الثقيل (+91 كلغ)    |
| فضية      | محمد فليسي                  | رجال     | (48 كلغ)                      |
| فضية      | سمير براهيمي                | رجال     | (52 كلغ)                      |
| فضية      | رضا بن بعزيز                | رجال     | (56 كلغ)                      |
| فضية      | ساعد قادوس                  | رجال     | (75 كلغ)                      |

### الألعاب الإفريقية 2015
| الميدالية         | المدينة  | البلد           | ذهبية | فضية | برونزية | المجموع | الترتيب | مراجع |
| ----------------- | -------- | --------------- | ----- | ---- | ------- | ------- | ------- | ----- |
| 2015 [الإنجليزية] | برازافيل | جمهورية الكونغو | 5     | 1    | 2       | 8       | 1       |       |

| الميدالية | الاسم              | المنافسة | الوزن                         |
| --------- | ------------------ | -------- | ----------------------------- |
| ذهبية     | محمد فليسي         | رجال     | وزن الذبابة (-52 كلغ)         |
| ذهبية     | رضا بن بعزيز       | رجال     | الوزن الخفيف (-60 كلغ)        |
| ذهبية     | عبد القادر شادي    | رجال     | وزن الوسط الخفيف (-64 كلغ)    |
| ذهبية     | عبد الحفيظ بن شبلة | رجال     | الوزن الثقيل الخفيف (-81 كلغ) |
| ذهبية     | سهيلة بوشان ‏       | سيدات    | وزن الذبابة (-51 كلغ)         |
| فضية      | خليل ليتيم ‏        | رجال     | وزن الديك (-56 كلغ)           |
| برونزية   | محمد قريمس ‏        | رجال     | وزن فوق الثقيل (+91 كلغ)      |
| برونزية   | إلهام مخالد        | سيدات    | الوزن الخفيف (-60 كلغ)        |

### الألعاب الإفريقية 2019
| الميدالية | السنة  | البلد  | ذهبية | فضية | برونزية | المجموع | الترتيب | مراجع |
| --------- | ------ | ------ | ----- | ---- | ------- | ------- | ------- | ----- |
| 2019      | الرباط | المغرب | 2     | 0    | 3       | 5       | 3       |       |

| الميدالية | الاسم              | المنافسة | الوزن  |
| --------- | ------------------ | -------- | ------ |
| ذهبية     | عبد الحفيظ بن شبلة | رجال     | 91كلغ  |
| ذهبية     | رميسة بوعلام       | سيدات    | 50 كلغ |
| برونزية   | محمد فليسي         | رجال     | 52 كلغ |
| برونزية   | أسامة مرجان ‏       | رجال     | 60 كلغ |
| فضية      | محمد حومري         | رجال     | 80 كلغ |

### الألعاب الإفريقية 2023
| السنة | المدينة | البلد | ذهبية | فضية | برونزية | المجموع | الترتيب | مراجع |
| ----- | ------- | ----- | ----- | ---- | ------- | ------- | ------- | ----- |
| 2024 ‏ | أكرا    | غانا  | 4     | 2    | 5       | 11      | 2       | [ 2 ] |

| الميدالية | الاسم                   | المنافسة | الوزن    |
| --------- | ----------------------- | -------- | -------- |
| ذهبية     | أسامة كانوني ‏           | رجال     | 86 كلغ   |
| ذهبية     | فتيحة منصوري            | سيدات    | 48 كلغ   |
| ذهبية     | رميسة بوعلام            | سيدات    | 50 كلغ   |
| ذهبية     | إشراق شايب              | سيدات    | 63 كلغ   |
| فضية      | محمد حومري              | رجال     | 80 كلغ   |
| فضية      | شهيرة سلموني ‏           | سيدات    | 57 كلغ   |
| برونزية   | أسامة مرجان ‏            | رجال     | 60 كلغ   |
| برونزية   | يوغرطة آيت بقة          | رجال     | 63.5 كلغ |
| برونزية   | عبد الناصر بلعربي ‏      | رجال     | 67 كلغ   |
| برونزية   | محمد غزالي              | رجال     | 75 كلغ   |
| برونزية   | حجيلة خليف [الإنجليزية] | سيدات    | 60 كلغ   |

## قائمة الحاصلين على الميداليات في بطولة إفريقيا

### بطولة الملاكمة الإفريقية للهواة 1979
| الميدالية | الاسم     | الألعاب            | المنافسة                      |
| --------- | --------- | ------------------ | ----------------------------- |
| ذهبية     | كامل عبود | 1979 بنغازي، ليبيا | رجال – الوزن الخفيف (-60 كلغ) |

### بطولة الملاكمة الإفريقية للهواة 1994
| الميدالية | الاسم          | الألعاب                      | المنافسة                             |
| --------- | -------------- | ---------------------------- | ------------------------------------ |
| ذهبية     | حسين سلطاني    | 1994 جوهانسبرغ، جنوب إفريقيا | رجال – الوزن الخفيف (-60 كلغ)        |
| ذهبية     | محمد بن قاسمية | 1994 جوهانسبرغ، جنوب إفريقيا | رجال – الوزن الثقيل الخفيف (-81 كلغ) |

### بطولة الملاكمة الإفريقية للهواة 1998
| الميدالية | الاسم                     | الألعاب               | المنافسة                             |
| --------- | ------------------------- | --------------------- | ------------------------------------ |
| ذهبية     | رضا بوعلام [الإنجليزية]   | 1998 الجزائر، الجزائر | رجال – وزن خفيف الذبابة(-48 كلغ)     |
| ذهبية     | هشام بليدة [الإنجليزية]   | 1998 الجزائر، الجزائر | رجال – وزن الذبابة (بـ 51 كلغ)       |
| ذهبية     | محمد علالو                | 1998 الجزائر، الجزائر | رجال – خفيف الوسط (-63,5 كلغ)        |
| ذهبية     | عبد العزيز تولبيني        | 1998 الجزائر، الجزائر | رجال – الوزن المتوسط (-75 كلغ)       |
| ذهبية     | محمد بن قاسمية            | 1998 الجزائر، الجزائر | رجال – الوزن الثقيل الخفيف (-81 كلغ) |
| ذهبية     | نجادي بلهوال [الإنجليزية] | 1998 الجزائر، الجزائر | رجال – الوزن الثقيل (-91 كلغ)        |
| ذهبية     | محمد عزاوي                | 1998 الجزائر، الجزائر | رجال – الوزن فوق الثقيل (+91 كلغ)    |

### بطولة الملاكمة الإفريقية للهواة 2001
| الميدالية | الاسم                        | الألعاب                               | المنافسة                              |
| --------- | ---------------------------- | ------------------------------------- | ------------------------------------- |
| ذهبية     | مبارك سلطاني                 | 2001 [الإنجليزية] بورت لويس، موريشيوس | رجال – وزن الذبابة (-51 كلغ)          |
| ذهبية     | محمد علالو                   | 2001 [الإنجليزية] بورت لويس، موريشيوس | رجال – خفيف الوسط (-63,5 كلغ)         |
| ذهبية     | محمد جعفري [الإنجليزية]      | 2001 [الإنجليزية] بورت لويس، موريشيوس | رجال – وزن الوسط (-67 كلغ)            |
| ذهبية     | بن عمار مساكنة               | 2001 [الإنجليزية] بورت لويس، موريشيوس | رجال – الوزن المتوسط الخفيف (-71 كلغ) |
| ذهبية     | عبد الغاني كنزي [الإنجليزية] | 2001 [الإنجليزية] بورت لويس، موريشيوس | رجال – الوزن المتوسط (-75 كلغ)        |

### بطولة الملاكمة الإفريقية للهواة 2003
| الميدالية | الاسم          | الألعاب                             | المنافسة                          |
| --------- | -------------- | ----------------------------------- | --------------------------------- |
| ذهبية     | مالك بوزيان    | 2003 [الإنجليزية] ياوندي، الكاميرون | رجال – وزن الديك (-54 كلغ)        |
| ذهبية     | محمد علالو     | 2003 [الإنجليزية] ياوندي، الكاميرون | رجال – وزن الوسط الخفيف (-64 كلغ) |
| ذهبية     | بن عمار مساكنة | 2003 [الإنجليزية] ياوندي، الكاميرون | رجال – وزن الوسط (-69 كلغ)        |

### بطولة الملاكمة الإفريقية للهواة 2005
| الميدالية | الاسم       | الألعاب                    | المنافسة                       |
| --------- | ----------- | -------------------------- | ------------------------------ |
| ذهبية     | مالك بوزيان | 2005 الدار البيضاء، المغرب | رجال – وزن الديك (-54 كلغ)     |
| ذهبية     | نبيل كاسل   | 2005 الدار البيضاء، المغرب | رجال – الوزن المتوسط (-75 كلغ) |

### بطولة الملاكمة الإفريقية للهواة 2007
| الميدالية | الاسم              | الألعاب                   | المنافسة                          |
| --------- | ------------------ | ------------------------- | --------------------------------- |
| ذهبية     | عبد القادر شادي    | 2007 أنتاناناريفو، مدغشقر | رجال – وزن الريشة (-57 كلغ)       |
| ذهبية     | حمزة كرامو         | 2007 أنتاناناريفو، مدغشقر | رجال – الوزن الخفيف (-60 كلغ)     |
| ذهبية     | عبد العزيز تولبيني | 2007 أنتاناناريفو، مدغشقر | رجال – الوزن الثقيل (-91 كلغ)     |
| ذهبية     | نيوفل أواتاه       | 2007 أنتاناناريفو، مدغشقر | رجال – الوزن فوق الثقيل (+91 كلغ) |

### بطولة الملاكمة الإفريقية للهواة 2009
| الميدالية | الاسم                        | الألعاب              | المنافسة                             |
| --------- | ---------------------------- | -------------------- | ------------------------------------ |
| ذهبية     | عبد الحليم وردي              | 2009 فاكوس، موريشيوس | رجال – وزن الديك (-54 كلغ)           |
| ذهبية     | عبد الحفيظ بن شبلة           | 2009 فاكوس، موريشيوس | رجال – الوزن الثقيل الخفيف (-81 كلغ) |
| ذهبية     | نصرالدين فيلالي [الإنجليزية] | 2009 فاكوس، موريشيوس | رجال – وزن الوسط الخفيف (-64 كلغ)    |

### بطولة الملاكمة الإفريقية للهواة 2010
| الميدالية | الاسم                     | الألعاب                | المنافسة                    |
| --------- | ------------------------- | ---------------------- | --------------------------- |
| ذهبية     | نزهة بومعراف [الإنجليزية] | 2010 ياوندي، الكاميرون | سيدات – وزن الريشة (57 كلغ) |

### بطولة الملاكمة الإفريقية للهواة 2011
| الميدالية | الاسم                    | الألعاب                | المنافسة                             |
| --------- | ------------------------ | ---------------------- | ------------------------------------ |
| ذهبية     | محمد أمين وضاحي          | 2011 ياوندي، الكاميرون | رجال – وزن الديك (-56 كلغ)           |
| ذهبية     | عبد القادر شادي          | 2011 ياوندي، الكاميرون | رجال – الوزن الخفيف (-60 كلغ)        |
| ذهبية     | عبد المالك رحو           | 2011 ياوندي، الكاميرون | رجال – الوزن المتوسط (-75 كلغ)       |
| ذهبية     | سوهيلة بوشن [الإنجليزية] | 2014 ياوندي، الكاميرون | سيدات – وزن الذبابة الخفيف (-48 كلغ) |

### بطولة الملاكمة الإفريقية للهواة 2015
| الميدالية | الاسم                     | الألعاب                                 | المنافسة                             |
| --------- | ------------------------- | --------------------------------------- | ------------------------------------ |
| ذهبية     | محمد فليسي                | 2015 [الإنجليزية] الدار البيضاء، المغرب | رجال – وزن الذبابة (-52 كلغ)         |
| ذهبية     | ريضا بنبعزيز [الإنجليزية] | 2015 [الإنجليزية] الدار البيضاء، المغرب | رجال – الوزن الخفيف (-60 كلغ)        |
| ذهبية     | عبد القادر شادي           | 2015 [الإنجليزية] الدار البيضاء، المغرب | رجال – وزن الوسط الخفيف (-64 كلغ)    |
| ذهبية     | عبد الحفيظ بن شبلة        | 2015 [الإنجليزية] الدار البيضاء، المغرب | رجال – الوزن الثقيل الخفيف (-81 كلغ) |

### بطولة الملاكمة الإفريقية للهواة 2017
| الميدالية | الاسم                      | الألعاب                          | المنافسة                             |
| --------- | -------------------------- | -------------------------------- | ------------------------------------ |
| برونزية   | محمد توارق [الإنجليزية]    | 2017 برازافيل في جمهورية الكونغو | رجال – وزن الذبابة الخفيف (-49 كلغ)  |
| ذهبية     | محمد فليسي                 | 2017 برازافيل في جمهورية الكونغو | رجال – لوزن الذبابة الخفيف (-49 كلغ) |
| فضية      | رضا بن بعزيز               | 2017 برازافيل في جمهورية الكونغو | رجال – الوزن الخفيف (-60 كلغ)        |
| ذهبية     | سوهيلة بوشن [الإنجليزية]   | 2017 برازافيل في جمهورية الكونغو | سيدات – وزن الذبابة الخفيف (-48 كلغ) |
| فضية      | رميساء بوعلام [الإنجليزية] | 2017 برازافيل في جمهورية الكونغو | سيدات – وزن الذبابة (-51 كلغ)        |
| ذهبية     | وداد سفوح [الإنجليزية]     | 2017 برازافيل في جمهورية الكونغو | سيدات – وزن الديك (-54 كلغ)          |
| فضية      | نور باحمد [الإنجليزية]     | 2017 برازافيل في جمهورية الكونغو | سيدات – وزن الريشة (-57 كلغ)         |
| برونزية   | حورية تريكي [الإنجليزية]   | 2017 برازافيل في جمهورية الكونغو | سيدات – الوزن الخفيف (60 كلغ)        |
| فضية      | سمية تبرقوق [الإنجليزية]   | 2017 برازافيل في جمهورية الكونغو | سيدات – وزن الوسط الخفيف (64 كلغ)    |
| فضية      | حجيلة خليف [الإنجليزية]    | 2017 برازافيل في جمهورية الكونغو | سيدات – وزن الوسط (69 كلغ)           |

### بطولة الملاكمة الإفريقية للهواة 2022
| الميدالية | الاسم                        | الألعاب                           | المنافسة        |
| --------- | ---------------------------- | --------------------------------- | --------------- |
| برونزية   | محمد موزيان [الإنجليزية]     | 2022 [الإنجليزية] موبوتو، موزمبيق | رجال – 48 كلغ   |
| برونزية   | هشام معوش [الإنجليزية]       | 2022 [الإنجليزية] موبوتو، موزمبيق | رجال – 54 كلغ   |
| برونزية   | وليد تارزوت [الإنجليزية]     | 2022 [الإنجليزية] موبوتو، موزمبيق | رجال – 60 كلغ   |
| فضية      | يحيي عبد العالي [الإنجليزية] | 2022 [الإنجليزية] موبوتو، موزمبيق | رجال – 63.5 كلغ |
| ذهبية     | يوغرطة آيت بقة               | 2022 [الإنجليزية] موبوتو، موزمبيق | رجال – 67 كلغ   |
| برونزية   | يوسف يعيش [الإنجليزية]       | 2022 [الإنجليزية] موبوتو، موزمبيق | رجال – 71 كلغ   |
| فضية      | مراد قاضي [الإنجليزية]       | 2022 [الإنجليزية] موبوتو، موزمبيق | رجال – +92 كلغ  |
| فضية      | فتيحة منصوري                 | 2022 [الإنجليزية] موبوتو، موزمبيق | سيدات – 48 كلغ  |
| ذهبية     | رميسة بوعلام                 | 2022 [الإنجليزية] موبوتو، موزمبيق | سيدات – 50 كلغ  |
| برونزية   | سهى ميلودي [الإنجليزية]      | 2022 [الإنجليزية] موبوتو، موزمبيق | سيدات – 52 كلغ  |
| فضية      | فاطمة عبد القادر ‏            | 2022 [الإنجليزية] موبوتو، موزمبيق | سيدات – 54 كلغ  |
| برونزية   | حجيلة خليف [الإنجليزية]      | 2022 [الإنجليزية] موبوتو، موزمبيق | سيدات – 60 كلغ  |
| ذهبية     | إيمان خليف                   | 2022 [الإنجليزية] موبوتو، موزمبيق | سيدات – 63 كلغ  |
| ذهبية     | إشراق شايب                   | 2022 [الإنجليزية] موبوتو، موزمبيق | سيدات – 66 كلغ  |
| فضية      | جوبر بنان [الإنجليزية]       | 2022 [الإنجليزية] موبوتو، موزمبيق | سيدات – 75 كلغ  |

### بطولة الملاكمة الإفريقية للهواة 2023
| الميدالية       | المدينة | البلد     | ذهبية | فضية | برونزية | المجموع | الترتيب | مراجع |
| --------------- | ------- | --------- | ----- | ---- | ------- | ------- | ------- | ----- |
| 2023 [الفرنسية] | ياوندي  | الكاميرون | 4     | 2    | 1       | 7       |         | [ 3 ] |

| الميدالية | الاسم                   | المنافسة | الوزن    |
| --------- | ----------------------- | -------- | -------- |
| ذهبية     | يوغرطة آيت بقة          | رجال     | 63.5 كلغ |
| ذهبية     | رميسة بوعلام            | سيدات    | 50 كلغ   |
| ذهبية     | حجيلة خليف [الإنجليزية] | سيدات    | -60 كلغ  |
| ذهبية     | إشراق شايب              | سيدات    | -63 كلغ  |
| فضية      | فتيحة منصوري            | سيدات    | -48 كلغ  |
| فضية      | فاطمة عبد القادر ‏       | سيدات    | 54 كلغ   |
| برونزية   | مراد قاضي [الإنجليزية]  | رجال     | 63.5 كلغ |

### بطولة الملاكمة الإفريقية للهواة 2024
| الميدالية       | المدينة | البلد                       | ذهبية                     | فضية                      | برونزية                   | المجموع                   | الترتيب                   | مراجع |
| --------------- | ------- | --------------------------- | ------------------------- | ------------------------- | ------------------------- | ------------------------- | ------------------------- | ----- |
| 2023 [الفرنسية] | كينشاسا | جمهورية الكونغو الديمقراطية | غابت الجزائر عن المنافسة. | غابت الجزائر عن المنافسة. | غابت الجزائر عن المنافسة. | غابت الجزائر عن المنافسة. | غابت الجزائر عن المنافسة. | [ 4 ] |

## قائمة الحاصلين على الميداليات في الألعاب الأفروآسيوية
| ميدالية | اسم            | ألعاب                              | حدث                            |
| ------- | -------------- | ---------------------------------- | ------------------------------ |
| برونزية | مالك بوزيان    | 2003 [الإنجليزية] حيدر أباد، الهند | رجال – وزن الديك (-54 كلغ)     |
| برونزية | بن عمار مساكنة | 2003 [الإنجليزية] حيدر أباد، الهند | رجال – وزن الوسط (-69 كلغ)     |
| برونزية | نبيل كاسل      | 2003 [الإنجليزية] حيدر أباد، الهند | رجال – الوزن المتوسط (-75 كلغ) |

## الروابط الخارجية
- ألعاب القوى في الألعاب الأولمبية الصيفية